# Última Hora (Paraguay)
Última Hora es un periódico matutino de Paraguay, cuya sede de edición se encuentra en la ciudad de Asunción. Su fundación tuvo lugar el 8 de octubre de 1973, en pleno período stronista, bajo la dirección de Isaac Kostianovsky. En sus primeros años, se caracterizó por su formato vespertino. Desde sus inicios, el medio es propiedad de Editorial El País, perteneciente al Grupo A. J. Vierci.
Se encuentra entre los diarios de mayor circulación del país, y cuenta con su sitio web (ultimahora.com) que es uno de los más visitados en Paraguay.[cita requerida]

## Historia

### Inicios
Última Hora comenzó siendo un periódico vespertino de tan sólo 16 páginas a blanco y negro, con más texto que imágenes. En aquel entonces poseía información nacional e internacional, siempre con un humor gráfico en la portada, todo a un costo de 10 guaraníes. Su primer director fue Isaac Kostianovsky.
El nuevo periódico nació durante la dictadura del general Alfredo Stroessner en 1973, un tiempo no muy favorable para los medios de prensa independiente. En sus comienzos, Última Hora se fraguaba en el antiguo sistema de linotipo, que se trataba de una máquina para la composición tipográfica mecánica en caliente.
En febrero de 1976 el diario dejó de publicarse por unos meses. En ese tiempo transcurrido el propietario murió y el entonces director Isaac Kostianovsky fue exiliado por un entredicho con el Ministro del Interior Sabino Augusto Montanaro. Las causas no tuvieron que ver con cuestiones de prensa, pero de igual manera sirvió para castigarlo. Su segunda etapa, arrancó el 13 de diciembre de 1976.
Un artículo que no agradó a Stroessner motivó nuevamente su clausura temporal, al igual que la entonces decana "La tribuna", hasta julio de 1979. 
El golpe que derrocó a Alfredo Stroessner motivó la mejora progresiva de la diagramación y el diseño del Diario, que actualmente cuenta con su versión digital y su presencia en todas las redes sociales.

### Actualidad
El 19 de abril de 1999 Última Hora comenzó a publicar dos ediciones, una matutina y otra vespertina; el 8 de julio de 2002 dejó de publicar la edición vespertina convirtiéndose exclusivamente en matutino. 
En marzo de 2003 ingresó como socio mayoritario de la empresa el empresario paraguayo Antonio J. Vierci, apuntando a consolidar su liderazgo en el mercado de la prensa escrita y conformar con el canal de televisión Telefuturo y la emisora radial La Estación, uno de los multimedios más grandes e importantes del Paraguay. El 7 de marzo de 2004 publicó por primera vez una edición dominical luego de más de 30 años de hacerlo únicamente de lunes a sábado.
En 2007, el entonces Presidente de Paraguay Nicanor Duarte Frutos atacó a los medios del Grupo Vierci y ha vertido una serie de discursos en guaraní jopará contra los citados, entre ellos, se encontraba Telefuturo y este diario, que el 20 de abril de 2008, le provocó la Caída del Partido Colorado.
En agosto de 2011, se produce un importante cambio en la dirección periodística del medio. Óscar Ayala
, el entonces director periodístico, se retira de la institución para dar paso a la periodista Miriam Morán, quien asume la dirección del periódico el 8 de agosto de 2011, siendo la primera mujer que llega a tan alto cargo dentro de la prensa paraguaya
.
El periódico comenzó a ser editado por Editorial El País S.A., adquirido en la década de 1970 por el entonces coronel (luego general) Pablo Rojas.
Según cifras de agosto de 2011, el periódico Última Hora tiene como promedio de circulación semanal unos 16.161 periódicos, siendo el segundo diario de mayor circulación del país, frente al diario ABC Color, el primer medio con mayor circulación del Paraguay, llegando a un promedio de circulación semanal de 37.620 periódicos. La Nación, el tercer periódico en alcance nacional, posee un promedio de circulación semanal de 2.951 periódicos.
Desde el 1 de noviembre de 2019 su director periodístico es Arnaldo Alegre.
El 8 de octubre de 2023, el diario cumplió 50 años de compromiso con el periodismo nacional. 

## Características del diario
- Última Hora dedica un gran porcentaje de sus páginas a temas nacionales. Cuenta con las secciones de "Política", "Economía", "Opinión", "País", "Interior", "Sociedad", "Arte y Espectáculos", "Comic y entretenimiento", "Mundo", "Sucesos" y "Deportes".
- Su tamaño es de tipo tabloide, y tiene un diseño de páginas muy similar al periódico Clarín, de Buenos Aires, Argentina.
- Tiene una tirada (promedio semanal) de 16.161 periódicos, llegando a las principales ciudades del Paraguay. En Asunción (capital) y Área Metropolitana se distribuye por el sistema de suscripción, venta en kioscos y venta en la vía pública, por medio de distribuidores callejeros conocidos en Paraguay como "canillitas".

## Premio Gallo de Oro
El diario Última Hora, también premia la trayectoria de la publicidad paraguaya. El Gallo de Oro es un galardón anual otorgado por el periódico al mejor  anuncio publicado en sus páginas a lo largo de un año, y el certamen se entrega en forma  ininterrumpida desde 1977. Se trata de uno de los más importantes premios de la publicidad paraguaya.[cita requerida]